# 33.º Regimiento Antiaéreo de Fortificación
El 33.º Regimiento Antiaéreo de Fortificación (33. Festungs-Flak-Regiment (v)) fue una unidad de la Luftwaffe durante el Tercer Reich y la Segunda Guerra Mundial.

## Historia
Fue formado el 26 de agosto de 1939 en Kaiserslautern, a partir del 33.º Batallón Antiaéreo de Fortaleza. El 15 de julio de 1941 es redesignado como el 79.º Regimiento Antiaéreo, 1.º Escuadrón/33.º Regimiento de Fortificación Antiaérea como el 2.º Escuadrón/641.º Regimiento Antiaéreo, 2.º Escuadrón/33.º Regimiento Antiaéreo de Fortificación como el 3.º Escuadrón/641.º Regimiento Antiaéreo, 3.º Escuadrón/33.º Regimiento Antiaéreo de Fortificación como el 7.º Escuadrón/441.º Regimiento Antiaéreo y el 4.º Escuadrón/79.º Regimiento Antiaéreo como el 3.º Escuadrón/89.º Batallón Ligero Antiaéreo.

## Comandantes
- Teniente coronel Kurt Wäntig - (1938 - 15 de julio de 1941)

## Servicios
- 1938 - 1939: bajo el III Comandante Superior de Fortificación de Artillería Antiaérea
- 1939 - 1941: en el aéra de Kaiserslautern